# Illa de la Xiquina
L'illa de la Xiquina és un dels espais del complex de zones humides de les Illes de l'Ebre. Se situa al terme municipal de Tortosa i abasta poc més de 9 hectàrees. Tot i la seva mida reduïda, en comparació a altres illes, es tracta de l'illa que millor conserva les comunitats forestals de ribera, especialment les alberedes (hàbitat d'interès comunitari, codi 92A0) i els tamarigars (hàbitat d'interès comunitari, codi 92D0).
Pel que fa a la fauna, aquesta illa acull les mateixes espècies que les altres illes fluvials: ardèids, corbs marins i altres ocells, ja que el conjunt de les illes fluvials de l'Ebre representen un rosari de biòtops-pont que faciliten el desplaçament de multitud d'ocells de zones humides, des dels aiguamolls litorals -majoritàriament el delta de l'Ebre-, vers l'interior de la península Ibèrica. Així mateix, destacar que com a espai del PEIN "Illes de l'Ebre" es localitzen poblacions de la nàiade Margaritifera auricularia, un mol·lusc bivalve en perill d'extinció a tot Europa i estrictament protegit pel Decret 328/1992, d'aprovació del PEIN.
La proximitat al veïnat del Raval de Jesús ha facilitat de sempre un elevat tràfec de persones, abocaments de runes i deixalles, etc. Tot i això, el seu estat de conservació, en especial del tamarigar, és prou bo i no s'identifiquen impactes greus sobre el mateix. No obstant això, la problemàtica ambiental que podria tenir l'espai en un futur serà molt semblant a la resta d'espais del complex de zones humides de les Illes de l'Ebre. És per aquest motiu que convindria plantejar-se la seva gestió i conservació de forma global.
L'Illa de la Xiquina es troba protegida a dos nivells diferents. D'una banda pertany al PEIN "Illes de l'Ebre" (juntament amb l'illa i galatxo de Subarrec, l'illa de Miravet, l'illa del Galatxo, l'illa de Vinallop i l'illa d'Audí) i, d'altra banda, forma part de l'espai de la Xarxa Natura 2000 ES5140010 "Riberes i illes de l'Ebre".